# NGC 564
NGC 564 (również PGC 5455 lub UGC 1044) – galaktyka eliptyczna (E), znajdująca się w gwiazdozbiorze Wieloryba. Odkrył ją William Herschel 1 października 1785 roku.